# Allium rosenorum
Allium rosenorum — вид рослин з родини амарилісових (Amaryllidaceae); поширений у Таджикистані й Узбекистані.

## Опис
Цибулини стиснено-кулясті, часто з багатьма бічними цибулинами, діаметром 2–5 см, довжиною 2–4 см; зовнішні оболонки білуваті, зрештою чорнуваті. Стеблина від ± вигнутої до прямої, кругла в перерізі, щільно і широко ребриста, 40–80(120) см завдовжки, діаметром (3)4–10(в основі до 15) мм, зелена, в основі і ребра залиті червоним. Листків (3)6–12, пластинки лінійно-ланцетні, спочатку різко кутові, пізніше плоско кутові, дугоподібно висхідні, зрештою верхня частина опускається, верхня сторона гладка, нижня сторона з віддалено розташованими гострими ребрами, краї гладкі, рідко з деякими плоскими зубцями; (20)30–60 см завдовжки, 1–3(4) см завширшки; насичено-тьмяно-зелені, переважно з ± сильним сивим нальотом. Суцвіття спочатку з ± паралельними квітконіжками, потім ± кулясте, щільне, багатоквіткове (до 300 квіток), 6–12 см в діаметрі. Період цвітіння: травень — початок червня. Квітки від мископодібних до плоских зіркоподібних. Листочки оцвітини вузько трикутно-ланцетоподібні, довго загострені, завдовжки (7)8–10(12) мм, нижня третина завширшки 1–1.5 мм, рожево-кармінові з вузькою одноколірною або дещо темнішою серединною жилкою. Нитки тичинок від бузкового до рожево-кармінового забарвлення й вицвітають у напрямку до основи та верхівки. Пиляки від пурпуруватого до сірувато-фіолетового забарвлення. Пилок жовтувато-сірий. Коробочка ≈ 8 мм у діаметрі й довжиною 5 мм, зелена, зрештою жовтувато-брунатна. Насіння 1–2 на комірку, тьмяно-чорне, ≈ 3 × 2.5 × 2 мм. 2n = 16.

## Поширення
Поширений у Таджикистані й Узбекистані. Населяє гірський масив Центрального Гіссару, гірські степові схили серед чагарникових асоціацій, у тіні скель, листяних лісів або дерев ялівцю.